# Alpine coaster

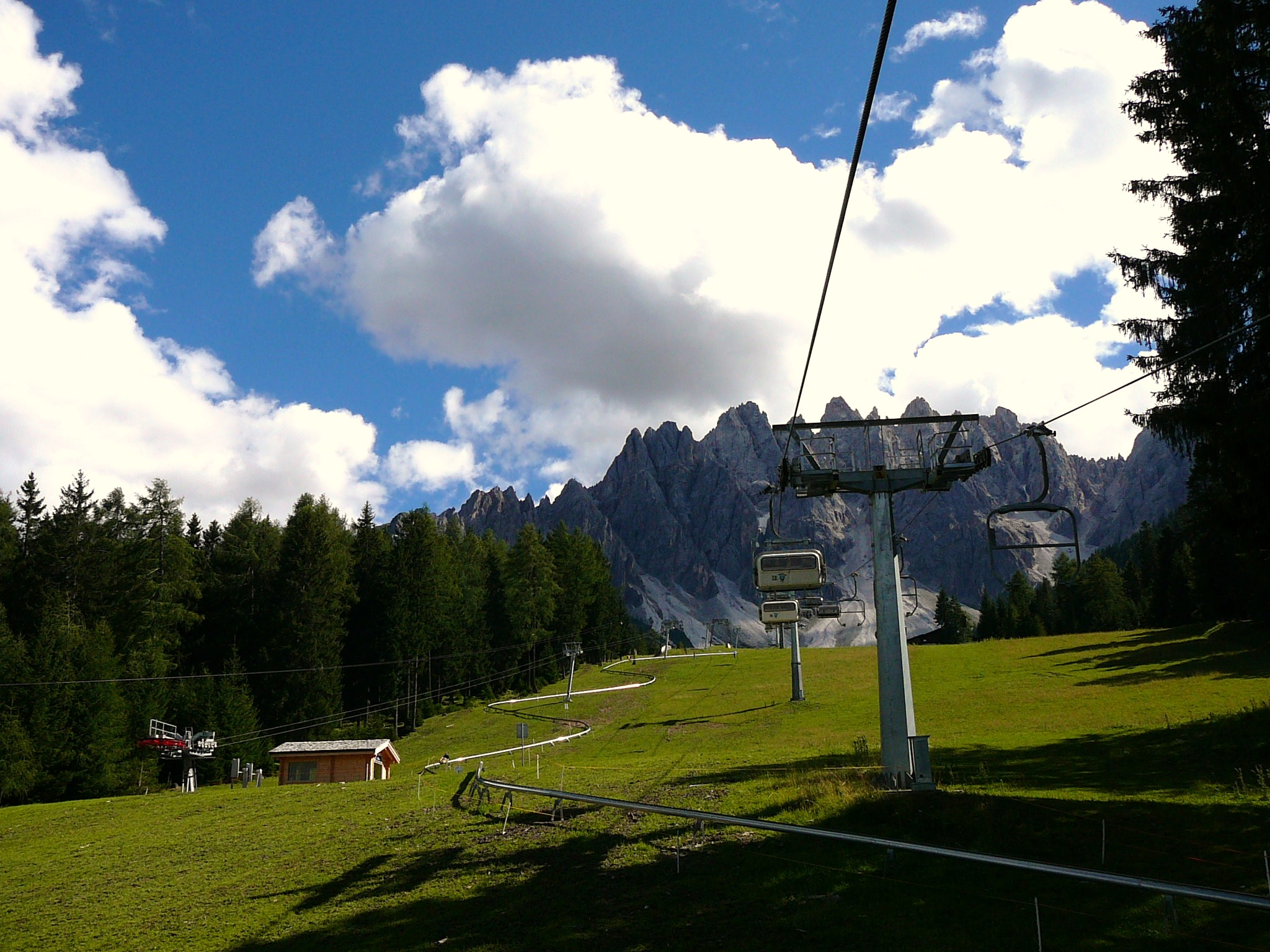
L'impianto di risalita ed il binario di discesa della pista fun bob a San Candido (BZ).

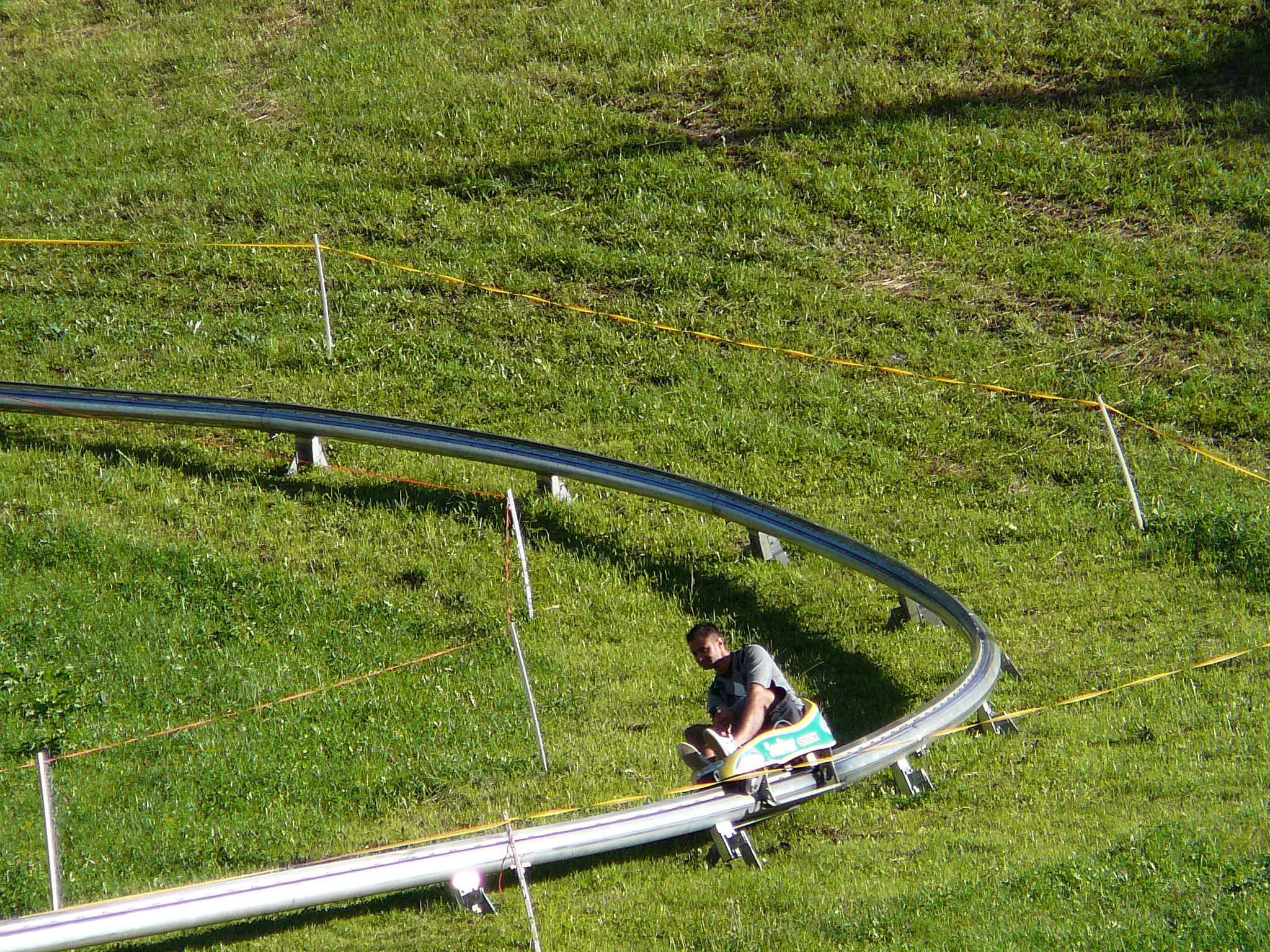
Un tratto della pista fun bob a San Candido (BZ).

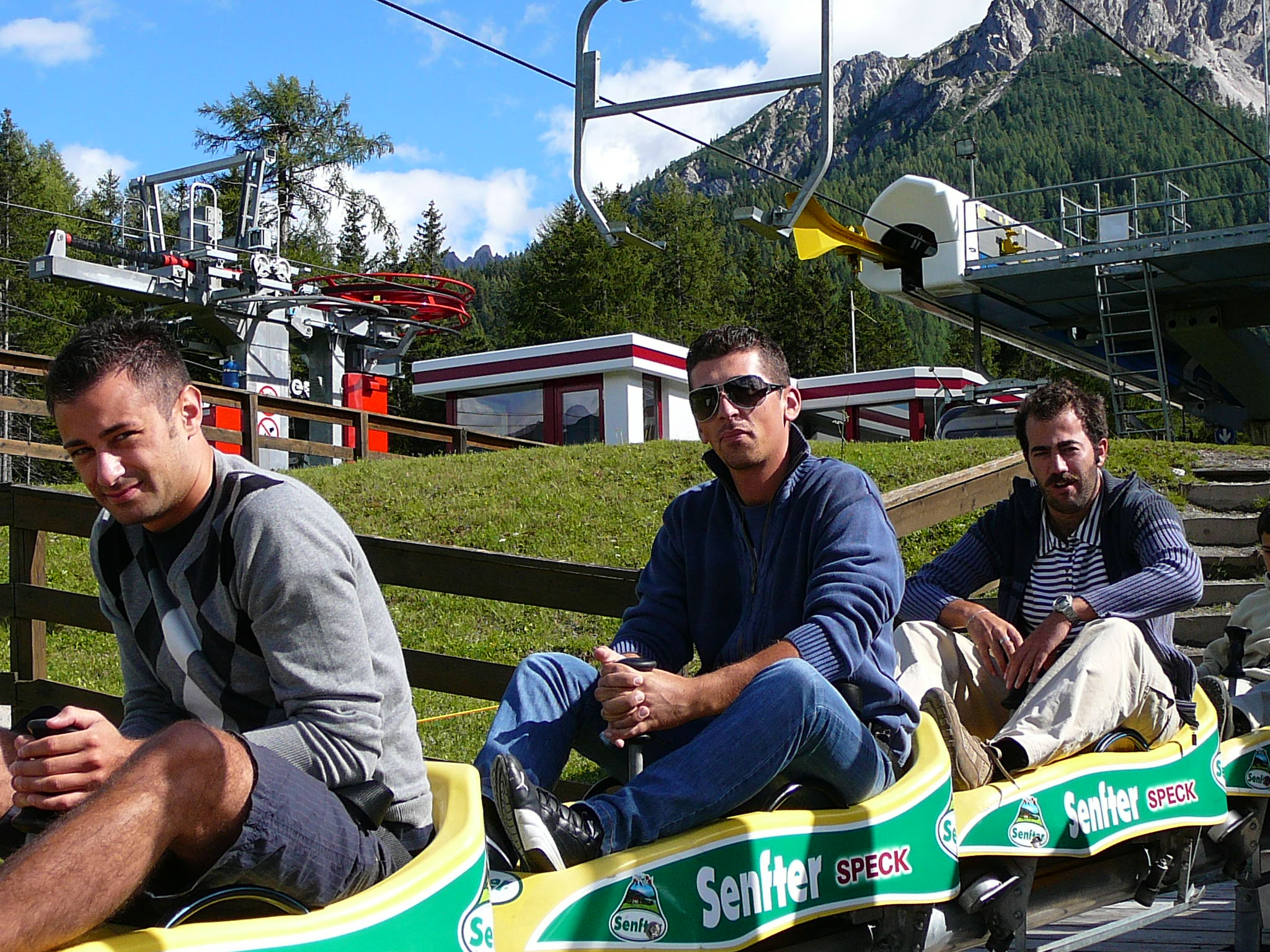
I carrelli del fun bob a San Candido (BZ).

L'alpine coaster (ovvero l'ottovolante alpino, o fun bob, a volte chiamato anche slittovia su rotaie) è una tipologia di montagne russe che viene utilizzata per sfruttare anche nel periodo estivo gli impianti di risalita e quindi le piste sciistiche; peraltro alcuni coaster sono utilizzabili anche d'inverno.

## Descrizione
Solitamente i carrelli sono mono o biposto e sono ancorati ad una mono o bi-rotaia in acciaio, che non permette il deragliamento del piccolo mezzo. Il carrello è solitamente dotato di un freno che in posizione normale è già frenante, mentre se si vuole scendere lungo le rotaie bisogna muoverlo, solitamente in avanti. Oltre al dispositivo anti-deragliamento, i carrelli sono dotati di una cintura di sicurezza. A differenza delle normali montagne russe, il percorso dell'alpine coaster si snoda lungo un pendio o una vallata, quindi le rotaie non sono a grande altezza dal terreno sfruttando la naturale pendenza del percorso. Possono essere a circuito chiuso dove i carrelli percorrono una salita a fune come le normali montagne russe o, nel caso del circuito aperto, il carrello può essere tolto dalle rotaie per essere portato all'inizio della pista con una seggiovia o un altro dispositivo di salita.
Per evitare problemi di sicurezza tutti i carrelli sono dotati di un dispositivo di limitazione di velocità, che solitamente viene posto a 40 km/h.

## Esempi di alpine coaster
In Italia solo negli ultimi anni si stanno diffondendo queste attrazioni. Le più note si trovano nelle maggiori località turistiche, dove solitamente d'inverno si scia, e d'estate è possibile praticare questo sport.

### Alpine coaster in Italia

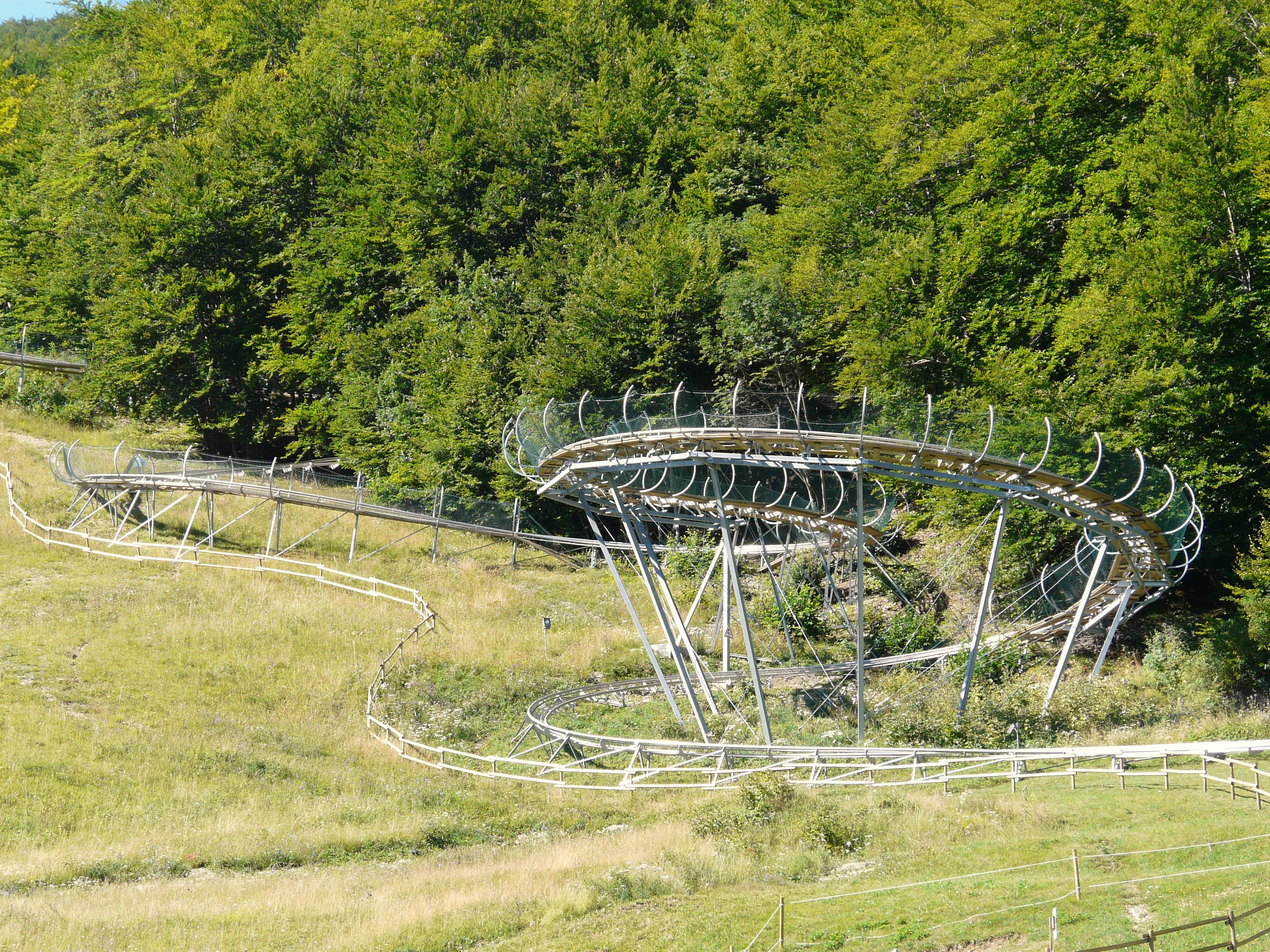
L'impianto di Caldirola.

Tra gli alpine coaster in Italia più noti si citano:
- Fun Bob a San Candido (BZ), lunghezza 1739 m
- Alpine Coaster Merano 2000 a Merano (BZ), lunghezza 1100 m
- Alpine Coaster a Campo Tures (BZ), lunghezza 1800 m
- Alpine Coaster Gardonè a Predazzo in Val di Fiemme (TN), lunghezza 980 m
- Alpine Coaster a Piancavallo di Aviano (PN)
- Fun Bob a Tarvisio (UD), lunghezza 880 m
- Fun Bob a Auronzo di Cadore (BL), il più lungo d'Italia (3 chilometri)
- Alpine Coaster a Caldirola in Val Curone (AL)
- Bob estivo a Artesina (CN), lunghezza 1300 m
- Alpyland al Mottarone di Stresa, (VB), lunghezza 1200 m
- Fun Bob a Nevegal (BL)
- Family Bob in Valtellina (SO), lunghezza 600 m
- Alpine Coaster a Boario Terme (BS), lunghezza 580 m
- Fun Bob a Rimasco (VC), lunghezza 1000 m
- Bardonecchia Alpine Coaster a Bardonecchia (TO), lunghezza 1000 m
- Bob su rotaia a Doganaccia (PT), lunghezza 750 m
- Fun Bob a Monte Livata (RM), lunghezza 700 m

### Alpine coaster nel mondo

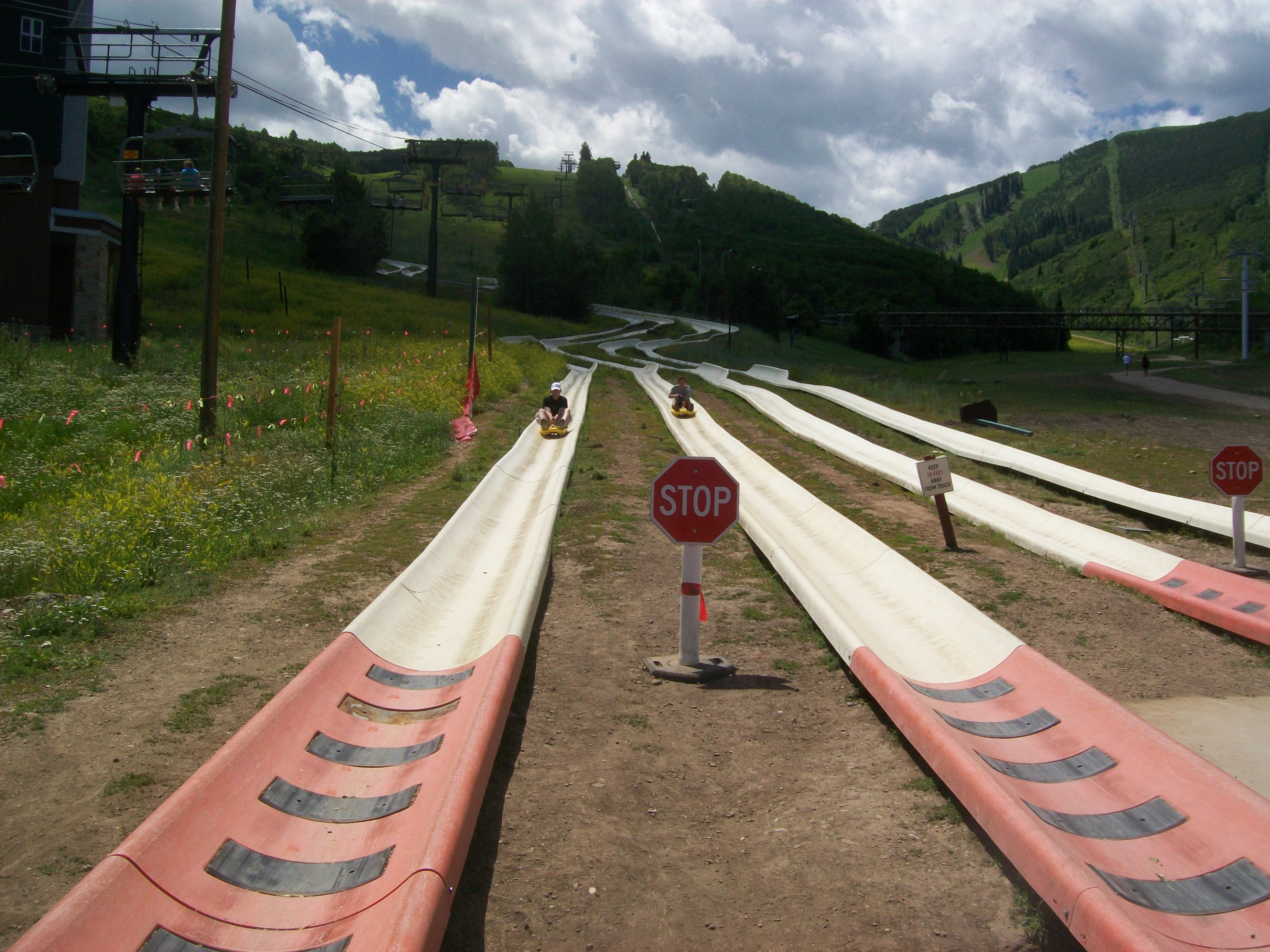
L'alpine coaster di Park City.

#### In Austria
- Alpine Coaster a Imst (Tirolo), il più lungo del mondo[1]
- Alpine Coaster Wurbauerkogel a Windischgarsten (Alta Austria)
- Pendolino a Passo Pramollo (Nassfeld) (Carinzia)

#### In Svizzera
- Alpine Coaster Glacier 3000 a Gstaad, nel Canton Berna

#### In Germania
- Alpine Coaster Alpsee Bergwelt a Immenstadt im Allgäu, in Baviera

#### Negli Stati Uniti d'America
- Alpine Coaster Park City nel Park City Mountain Resort di Park City vicino a Salt Lake City (Utah)